# Eugeniusz Bodo
Eugeniusz Bodo (28 de diciembre de 1899 – 7 de octubre de 1943) fue un director, productor y actor cinematográfico polaco, uno de los más populares comediantes de su país en el período de entreguerras. Protagonizó algunas de las más famosas películas polacas de los años 1930, entre ellas Jego ekscelencja subiekt, Czy Lucyna to dziewczyna? y Pieśniarz Warszawy. También excelente cantante, fue uno de los iconos de las comedias musicales polacas de su época, y un símbolo del cine comercial polaco. Hacia el final de esa década también fue un empresario de éxito, copropietario de un estudio cinematográfico y de un café. Arrestado por los soviéticos tras la invasión de Polonia por fuerzas alemanas y soviéticas, Bodo murió en el Gulag.

## Biografía
Su verdadero nombre era Bohdan Eugène Junod. No se conoce con certeza su lugar de nacimiento, pues diversas fuentes mencionan Varsovia, Łódź y Ginebra (Suiza). Sus padres eran Anna Dorota Dylewska y Teodor Junod, un ciudadano suizo que se trasladó a Polonia en 1903, asentándose en Łódź. En dicha ciudad montó el local de cine y revista Urania, el primer cine de carácter permanente en la ciudad, local en el que Bodo hizo su debut teatral a los seis años de edad.
En 1917 Bodo se mudó a Posnania, formando parte del "Teatro Apollo", y en 1919, ya con el nombre artístico de Eugeniusz Bodo (apodo creado a partir de las iniciales de su propio nombre Bohdan y el de su madre, Do) empezó a actuar en varios teatros de y cabarets de Varsovia, entre ellos Qui Pro Quo, Perskie Oko y el Cyrulik Warszawski. Bodo interpretó también importantes papeles en el teatro de Varsovia "Teatr Polski" y en el de Vilnius "Teatr Lutnia".
Bodo fue conocido sobre todo por su trabajo en el cine, medio para el cual rodó más de treinta producciones. Su debut en la pantalla tuvo lugar en 1925 en el film mudo Rywale. Con la llegada del cine sonoro, en pocos años pasó a ser uno de los actores más conocidos de Polonia. Actor usualmente de comedias musicales, en 1932 fue votado el Rey de los Actores polacos por los lectores de la revista Film. Su fama creció tras el rodaje de tres comedias sobre el tema de la falsa culpabilidad: Jego ekscelencja subiekt (1933) y Jaśnie pan szofer (1935), ambas dirigidas por Michał Waszyński y coprotagonizadas por Ina Benita, y Czy Lucyna to dziewczyna? (1934), con Jadwiga Smosarska. Siempre elegantemente vestido en sus actuaciones, en 1936 Bodo fue nombrado el Rey de Estilo por la revista Film.
En 1931 Bodo fue cofundador del estudio cinematográfico B.W.B., y en 1933 fundó la productora "Urania", llamada así en recuerdo del cine de sus padres en Łódź. Su película más conocida fue Piętro wyżej (1937), escrita y producida por él mismo. El 10 de enero de 1939 abrió en Varsovia un restaurante y café con su socio Zygmunt Woyciechowski, el "Café Bodo". En esos años su popularidad traspasaba las fronteras de Polonia, pues en Yugoslavia la prensa le llamaba el Maurice Chevalier polaco, y Bodo viajaba en gira por Alemania promocionando largometrajes rodados en su país.

### Segunda Guerra Mundial

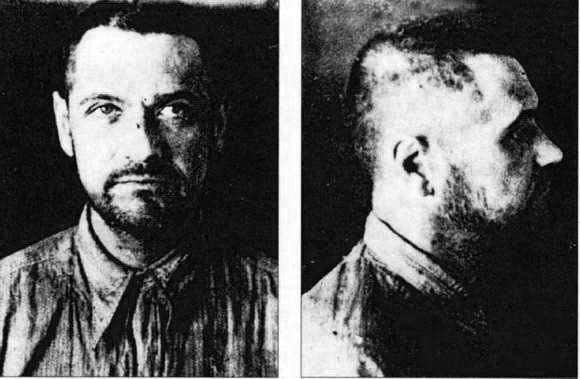
Bodo arrestado por la NKVD

Durante la Invasión de Polonia en 1939 organizó recitales para los soldados y civiles polacos afectados por el Asedio de Varsovia. Después huyó a Leópolis, donde formó parte del grupo Tea-Jazz liderado por Henryk Wars. Con esa formación viajó por la Unión Soviética en 1940 y publicó un disco con versiones de sus canciones interpretadas en ruso. Simultáneamente intentaba dejar el país utilizando su pasaporte suizo. Sin embargo, poco después de la Operación Barbarroja fue arrestado por la NKVD acusado de espionaje, y condenado a una pena de cinco años de prisión. Inicialmente encarcelado en la Prisión de Butyrka, en Moscú, él no fue liberado tras el Tratado Sikorski-Mayski, pues las autoridades soviéticas afirmaban que él no era polaco, sino un ciudadano suizo, y que por ello no se le podía aplicar la Amnistía para los ciudadanos polacos en la Unión Soviética. Eugeniusz Bodo falleció por inanición en su camino a un remoto campo Gulag en Kotlas. Fue declarado muerto el 7 de octubre de 1943. 
Su paradero permaneció desconocido durante los siguientes 50 años, y antes de la caída del comunismo en 1989, los soviéticos dieron la falsa versión de que Bodo había sido asesinado por los alemanes en 1941. No fue hasta 1991 que se reveló su destino. En octubre de 2011, en Kotlas, donde él falleció, se dio a conocer el cenotafio de Bodo en un cementerio local.

## Filmografía
| - Rywale (1925) - Czerwony błazen (1926) - Uśmiech losu (1927) - Człowiek o błękitnej duszy (1929) - Policmajster Tagiejew (1929) - Kult ciała (1930) - Na Sybir (1930) - Niebezpieczny romans (1930) - Uroda życia (1930) (1930) - Wiatr od morza (1930) - Bezimienni bohaterowie (1932) - Głos pustyni (1932) - Jego ekscelencja subiekt (1933) - Zabawka (1933) | - Czarna perła (1934) - Czy Lucyna to dziewczyna? (1934) - Kocha, lubi, szanuje (1934) - Pieśniarz Warszawy (1934) - Jaśnie pan szofer (1935) - Amerykańska awantura (1936) - Książątko (1937) - Piętro wyżej (1937) - Skłamałam (1937) - Paweł i Gaweł (1938) - Robert i Bertram (1938) - Strachy (1938) - Za winy niepopełnione (1938) |